# Die Bärin

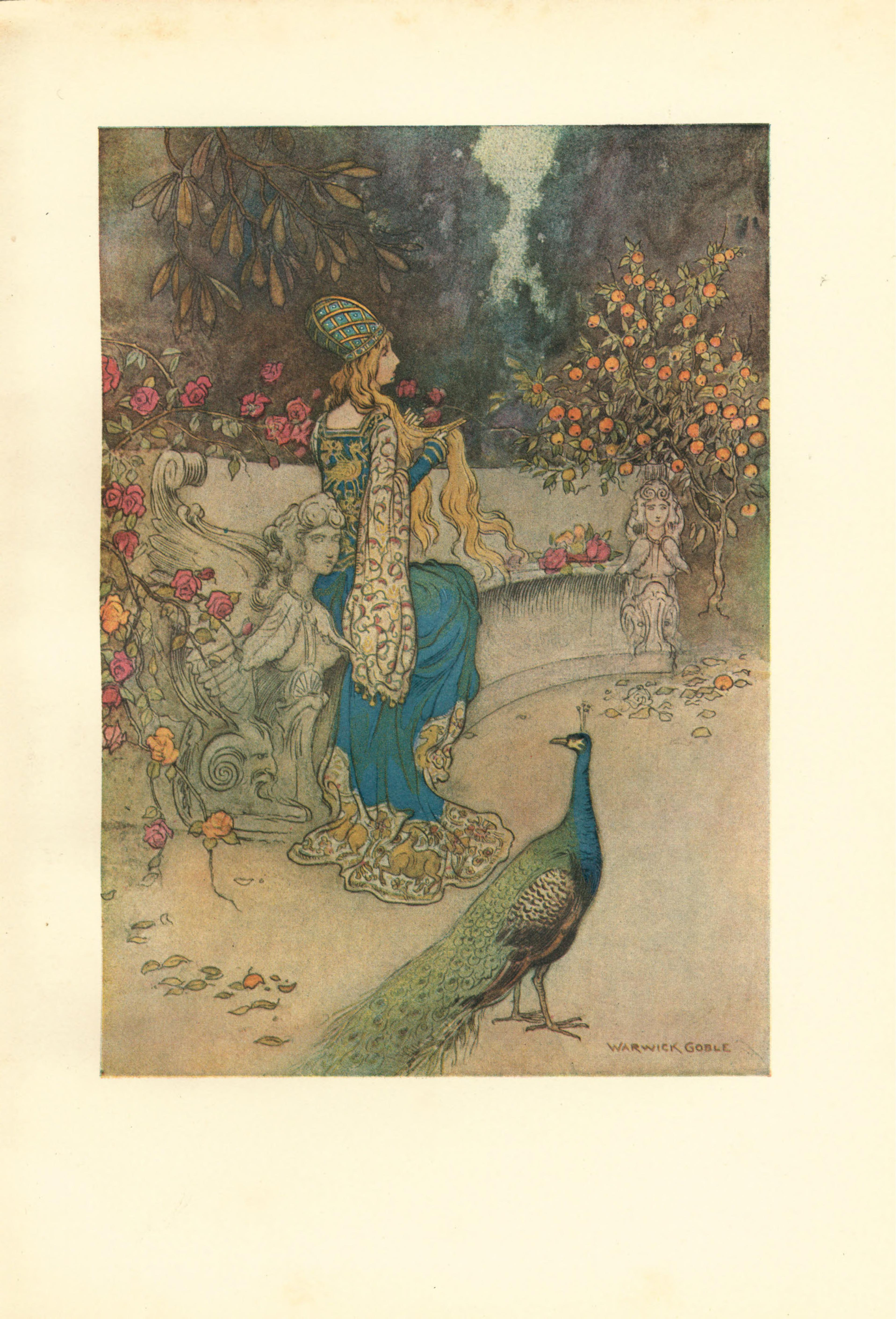
Illustration von Warwick Goble, 1911

Die Bärin (neapolitanisches Original: L’orza) ist ein Märchen (AaTh 510 B). Es steht in Giambattista Basiles Sammlung Pentameron als sechste Erzählung des zweiten Tages (II,6).

## Inhalt
Der König muss seiner sterbenden Frau versprechen, keine mehr zu ehelichen. Dann lässt er alle Frauen antreten, doch keine gefällt ihm so wie sie. Da will er seine Tochter. Die weint und erhält von einer Alten einen Holzspan, den sie in den Mund steckt, wodurch sie zur Bärin wird. Der Vater erschrickt, und sie läuft in den Wald. Ein Prinz lässt sie in seinem Garten pflegen und sieht einmal durchs Fenster ihre wahre Gestalt, doch rasch ist sie wieder Bärin. Er wird liebeskrank. Seine Mutter meint, die Bärin habe ihm etwas getan, und gibt den Auftrag, sie zu töten, doch die Diener führen sie nur in den Wald. Der Prinz findet sie wieder, aber beredet sie vergebens, und er siecht dahin. Seine Mutter muss die Bärin als Pflegerin anstellen. Beim Küssen fällt ihr der Span aus dem Mund. Sie erzählt alles und darf ihn heiraten.

## Bemerkungen
Das Märchen basiert auf Straparolas Thebaldo (I,4). Vgl. bei Basile II,5 Die Schlange, III,2 Penta Ohne-Hände. Rudolf Schenda nennt noch bei Gonzenbach Nr. 38 Von der Betta Pilusa, in Pitrès Sicilia Nr. 43 Pilusedda, bei Calvino Nr. 103, bei De Simone Nr. 61 La guardiana di galline und 53 neuere Varianten bei Cirese/Serafini. Das Märchen erschien auf Deutsch 1845 in Kletkes Märchensaal, Nr. 10. Besonders bekannt ist natürlich Allerleirauh nach Perrault/Grimm. Die Frauenschau des Königs parodiert bei Basile vielleicht übliche Lobreden auf adlige Damen und erscheint noch in Aschenputtel.